# Hội Bảo vệ Thiên nhiên và Môi trường Việt Nam
Hội Bảo vệ Thiên nhiên và Môi trường Việt Nam là tổ chức xã hội - nghề nghiệp của những người hoặc tổ chức hoạt động trong lĩnh vực bảo vệ thiên nhiên và môi trường tại Việt Nam .
Hội có tên giao dịch tiếng Anh là Vietnam Association for Conservation of Nature and Environment, viết tắt là VACNE.
Hội được thành lập theo Quyết định của Hội đồng Bộ trưởng Số 299/CT ngày 23 tháng 11 năm 1988 .
Điều lệ Hội hiện hành được Bộ Nội vụ phê duyệt tại Quyết định số 59/QĐ-BNV ngày 21 tháng 1 năm 2014 .
Trụ sở Hội đặt tại địa chỉ Tầng 9, Khách sạn Công Đoàn, số 14 phố Trần Bình Trọng, phường Nguyễn Du, quận Hai Bà Trưng, thành phố Hà Nội.